# پوتکا (لیما)
پوتکا (به اسپانیایی: Putka) یک کوه در پرو است که در Peru, Lima Region واقع شده‌است. پوتکا ۵٬۱۰۰ متر بالاتر از سطح دریا واقع شده‌است.